# Boone County, Nebraska
Boone County är ett administrativt område i delstaten Nebraska, USA, med 5 505 invånare. Den administrativa huvudorten (county seat) är Albion.

## Geografi
Enligt United States Census Bureau så har countyt en total area på 1 780 km². 779 km² av den arean är land och 1 km² är vatten. 

### Angränsande countyn
- Madison County, Nebraska - nordöst
- Platte County, Nebraska - sydost
- Nance County, Nebraska - syd
- Greeley County, Nebraska - sydväst
- Wheeler County, Nebraska - nordväst
- Antelope County, Nebraska - nord